# 叶れい子
叶 麗子（かのう れいこ、1963年3月11日 - ）は、奈良県桜井市生まれの演歌歌手。

## 来歴・人物
奈良県立榛原高等学校（現・奈良県立榛生昇陽高等学校）卒業後に三越に就職し、3年間OLとして勤務した。その後、盆踊りのカラオケ大会に出場した時の司会者にスカウトされて、叶麗子の芸名で歌手となったが、鳴かず飛ばずで歓楽街のどさ周りを続けるだけの時期が5年間ほど続き生活も困窮を極めていた。1988年に新世界にあった松竹芸能の劇場「新花月」にて初舞台を踏み、観覧動員15人ほどであったが客席から初めておひねりを頂いた。同地で人気が沸騰し、「通天閣の歌姫」の異名を取る。
1990年、徳間ジャパンよりレコードデビュー。デビュー曲「通天閣人情」では、月亭八方の発案で頭に通天閣の模型を載せて歌ったことから度々メディアでも取り上げられるようになり、知名度を上げた。通天閣の下にある通天閣囲碁将棋センターにて土日に開催される「通天閣歌謡劇場」には彼女目当ての熱狂的なファンが詰め掛けた。「通天閣歌謡劇場」が閉鎖されるまでは1ヶ月から2ヶ月に1回程度のペースで同劇場に出演していた。「通天閣人情」は1年と4ヶ月で公称5万枚を売り上げたとされる。
1996年秋から1997年春に掛けて放送されたNHK朝の連続テレビ小説『ふたりっ子』に登場したオーロラ輝子は彼女をモデルにしている。この縁で叶自身も「ダイナマイト玲子」の役名で同ドラマに出演し、また劇中歌「夫婦みち」を持ち歌に加えた。
横山やすしを慕っており、やすしの作詞した「忍」は彼女の心の拠り所となっている。
2005年12月、芸名を「叶麗子」から「叶れい子」へ改名した。「麗の画数が多くて書きにくい」という理由だったが、2010年代には元に戻している。
足に障害を負っていることでいじめにあった経験などから、2000年より歌手活動に並行して人権・福祉をテーマにした講演活動を行っている。

## ディスコグラフィー

### シングル
1. 通天閣人情 c/w みれん桟橋 （1990年5月25日）
2. 人生舞台 c/w ヤボになっちゃうよ（1992年1月25日）
3. 忍（にん）c/w 人生すごろく（1996年5月7日）
4. 酒場春秋 c/w 心（2001年4月25日）
5. こころ c/w 酒場春秋（2003年6月25日）
6. 浪花の歌姫 c/w しっかりしてや c/w 夫婦（めおと）みち（2009年12月23日）
7. さだめ c/w あなたが星になった日（2011年6月22日）
8. くしたんのテーマ（串揚げと通天閣と私）c/w 通天閣人情 （新編）（2014年5月28日）

- 1〜3は徳間ジャパンコミュニケーションズ、4と5は日本クラウン、6と7はホリデージャパン、8は徳間ジャパンコミュニケーションズにて発売。

## 著書
- 心―お母ちゃん、生んでくれてありがとう（2000年12月、青幻舎）ISBN 978-4916094421

## 関連書籍
- 下元信行『叶麗子物語―通天閣の歌姫伝説』（1992年9月、現代書館）ISBN 978-4768466100

### 写真集
- 下元信行『Live(雷舞)』（1992年4月、ヒューマガジン、撮影：後藤清）ISBN 978-4938307011